# Sociale reproductie
Sociale reproductie is de overdracht van de sociale positie van ouders op kind. Dit heeft beperkende gevolgen voor de sociale mobiliteit. Sociale ongelijkheid blijft door onder meer een cultuur van de armoede langer in stand dan wel verwacht werd. Na de Tweede Wereldoorlog ontstond het idee dat onderwijs de klassenmaatschappij zou doorbreken om een open samenleving mogelijk te maken. Dit zou onder meer blijken uit de verburgerlijking van de arbeidersklasse. Het optimisme bleek echter wat voorbarig.
In een meritocratische samenleving zouden intelligentie en opleiding weliswaar de plaats in de samenleving moeten bepalen, in werkelijkheid blijft het moeilijk om te stijgen op de maatschappelijke ladder. Bourdieu leidde hieruit af dat de klassenstructuur zichzelf voortdurend reproduceert. Deze intergenerationele sociale immobiliteit hangt niet alleen samen met het economisch kapitaal als geld en onroerend goed, maar ook het cultureel kapitaal (kennis, vaardigheden, opleiding) en het sociaal kapitaal (relaties, netwerken). De individualiseringsthese en de reproductiethese zijn de twee uitersten en hoewel beiden bruikbare elementen bevatten, komt uit onderzoek een genuanceerder beeld naar voren.